# 重瓣欧丁香
重瓣欧丁香（学名：Syringa vulgaris f. plena）为木犀科丁香属下的一个变型。分布在中国各地，属中国原产的植物（非从国外引种）。 